# 国立療養所松丘保養園
国立療養所松丘保養園（こくりつりょうようしょまつおかほようえん）は、青森県青森市に位置する国立ハンセン病療養所。厚生労働省所管の施設等機関である。

## 概要
- 敷地面積：237,966m²
- 建物延面積：30,482m²
- 定床：医療法 218床（通知定床64床）
- 入所者数　90名（平成27年4月27日現在）

## 沿革
- 1909年4月1日、東北6県および北海道の連合立として、東津軽郡油川町（現青森市大字油川）に「第2区道県立北部保養院」の名称で設立
- 同年10月1日、現在地（当時東津軽郡新城村）に移転
- 1916年,患者自治会が発足
- 1928年,1936年,1950年と三度の大火に見舞われた
- 1941年7月1日、厚生省に移管、国立療養所松丘保養園と改称
- 1942年入所者数は824人、1958年病床数は950床と最多になった。その後入所者数は減少し続けている

## 所在地
- 青森市大字石江字平山19
- 青森市中心部から西へ約4km に位置
- 日本最北のハンセン病療養所である。
- JR新青森駅南口から1.5㎞（徒歩20分）
- 東北自動車道青森ICから3㎞
- 郊外の山間地域を除けば、青森市内屈指の豪雪地域にある。